# Caveat (película)
Caveat (del latín "advertencia") es una película de terror irlandesa de 2020 escrita, dirigida y editada por Damian Mc Carthy en su debut como director. Está protagonizada por Jonathan French como Isaac, un hombre que sufre de amnesia que acepta un trabajo para cuidar a una mujer con trastornos psicológicos en una casa apartada. La película se estrenó en el Festival de Cine IndieCork en Irlanda el 4 de octubre de 2020.

## Argumento
En una casa dilapidada, una joven mujer (Leila Sykes) con aspecto enfermo (luce sucia y tuvo una hemorragia) recorre las habitaciones mientras sostiene un juguete de un conejo que toca un tambor. La chica, aparentemente guiada por el sonido del juguete, explora la casa como si estuviera buscando algo o a alguien. Cuando baja al sótano, el juguete se activa solo cuando lo apunta hacia un rincón. La chica perfora un agujero en la pared y mira al interior.
Isaac (Jonathan French) es un hombre adulto que acaba de salir del hospital, tras haber sufrido un accidente no especificado. Un hombre que se presenta como su amigo Moe Barret (Ben Caplan) llega a visitarlo y le dice que lo había ido a ver cuando estuvo en el hospital, pero que no lo reconoció entonces (debido al accidente, Isaac tuvo una pérdida parcial de memoria). Entonces, Moe le cuenta que necesita de su ayuda para trabajar como “niñero”; le cuenta que debido a la reciente muerte de su hermano y desaparición de su cuñada, su sobrina Olga, la cual padece de un trastorno mental, acostumbra a refugiarse en la casa de campo de la familia; sin embargo, la casa se encuentra en un lugar remoto y Moe no puede cuidarla todo el tiempo, por lo que le ofrece a Isaac €200 diarios por quedarse en la casa con la chica durante unos cinco días. Isaac desconfía, diciendo que no puede ser algo tan simple y que debe haber “algo más”, pero acepta.
Isaac y Moe viajan en el auto de este último y se detienen junto a un lago. Cuando Isaac pregunta dónde está la casa, Moe señala una isla en medio del lago. Isaac se queja de que Moe no le advirtió de esta situación; además le dice a su amigo que no sabe nadar, pero Moe le responde que sí le había comentado que la casa estaba “en medio de la nada” y que tienen un bote de remos. Al llegar a la casa, Moe avisa de su llegada a través de un intercomunicador. Hay una "advertencia" más, y Moe informa a Isaac que durante su estancia deberá llevar un arnés de cuero sujeto a una larga cadena (que supuestamente usaba una abuela que padecía de sonambulismo); esto limitará los movimientos de Isaac en la casa, ayudando así a calmar la paranoia desenfrenada de Olga, quien teme ser “atacada” en su habitación, donde queda la llave del arnés en una mesita junto a su cama. Inicialmente, un incrédulo Isaac rechaza la idea, pero después de ver que la chica se encuentra en un episodio catatónico, sentada inmóvil en un rincón, con las manos cubriéndole la cara y sin reaccionar a su entorno, acepta el trabajo y se deja poner el arnés. A continuación, Moe se marcha.  
Poco después de comenzar el trabajo y mientras Isaac explora su entorno -en la medida en que puede hacerlo con el arnés- intenta interpretar la rareza de todo lo que ve, oye y experimenta. Cuando Olga aparece por primera vez, sosteniendo una ballesta, se observa que ella es la chica que deambulaba con la casa con el juguete en la escena inicial de la película. 
Olga le cuenta a Isaac historias sobre sus progenitores; según ella, su padre era muy claustrofóbico y se suicidó al sufrir un episodio psicótico, al quedar encerrado en el sótano de la casa. Resulta, según Olga, que su madre estaba desquiciada y le pareció “divertido” ponerle el arnés con la cadena a su esposo y torturarlo mentalmente, manteniendo la llave del candado del arnés colgada en su cuello, hasta que un día llevó las cosas más lejos al encerrarlo en el sótano, sabiendo que él no podría soportarlo. Tiempo después, la madre simplemente “desapareció”. Por la noche, Isaac escucha gemidos y gritos de una mujer; sin embargo, Moe le había advertido que esos sonidos los producían los zorros que habitaban la isla. En otra ocasión, un cuadro colgado en su habitación se cae y se escuchan murmullos de voces humanas tras las paredes. El conejo de juguete se activa solo, de manera aparentemente aleatoria. Todos estos acontecimientos son el preámbulo para un desenlace turbio que mezcla recuerdos que podrían ser falsos, o bien alucinaciones de un narrador no confiable, así como elementos sobrenaturales en un abrupto final. 

## Elenco
- Jonathan French como Isaac
- Leila Sykes como Olga
- Ben Caplan como Moe Barret, tío de Olga
- Conor Dwane como el padre de Olga

## Producción
El rodaje tuvo lugar en West Cork, Condado de Cork, Irlanda. Según el director, "La familia de mi amigo Sam White tiene una propiedad en Bantry House, donde filmamos. En realidad, la casa era muy bonita, resultaba demasiado bonita para lo que queríamos para esta película, así que muchos de los decorados fueron construidos en exteriores."  El conejo de juguete que aparece en el filme fue adquirido a través de eBay por Mc Carthy, quien declaró siempre haber tenido interés en los juguetes de cuerda. El juguete original fue despojado de su pelaje y enviado a la constructora de vestuario y utilería Lisa Zagone, quien finalizó su diseño.

## Estreno
Caveat se estrenó el 4 de octubre de 2020 en el festival de cine IndieCork, donde fue la película de apertura. Se presentó también en varios festivales de cine, la mayoría relacionados con el género de terror. La película fue invitada en el 25 ° Festival Internacional de Cine Fantástico de Bucheon celebrado en julio de 2021 para competir en la sección Bucheon Choice Features.
Posteriormente, se lanzó en la plataforma de video a la carta Shudder el 3 de junio de 2021.

## Recepción
En Rotten Tomatoes, la película tiene un índice de aprobación del 83% basado en 46 reseñas, con una calificación promedio de 6.7/10 . El consenso de los críticos del sitio web dice: "Un escalofrío eficaz a pesar de las claras limitaciones presupuestarias, Caveat sugiere un futuro cinematográfico deliciosamente oscuro para el guionista y director Damian Mc Carthy". En Metacritic, la película tiene un puntaje promedio ponderado de 60 sobre 100 basado en siete reseñas de críticos, lo que indica "reseñas mixtas o promedio".
Sheila O'Malley de RogerEbert.com le dio a la película una puntuación de tres de cuatro estrellas, calificándola como "una película impresionante y a menudo aterradora y un recordatorio de cuánto se puede hacer con un presupuesto bajo si se suficientemente inventivo". Noel Murray, en su reseña de la película para Los Angeles Times, elogió la confianza percibida de Mc Carthy como director y comparó la película con "un poema de tono de terror gótico, con notas picantes de decadencia". Guy Lodge, que escribe para Variety, calificó la película como "más intrigante que gratificante", pero escribió que "hay suficiente atmósfera de suspense y sentido del género ingenioso para hacer que uno se pregunte qué podría hacer Mc Carthy en una correa más suelta y cara".
Davide Abbatescianni de Cineuropa, destacó que “aunque la película cuenta con algunos elementos prometedores, sobre todo en lo que se refiere al ingenioso diseño de producción y la hábil dirección de fotografía, no logra ofrecer una narrativa coherente y atractiva. La falta de tensión en algunas partes corre el riesgo de desanimar al espectador; estos defectos se hacen presentes en la última parte de la película, culminando en el abrupto final.”